# Syrphoctonus enizemopsis
Syrphoctonus enizemopsis är en stekelart som beskrevs av Tohru Uchida 1957. Syrphoctonus enizemopsis ingår i släktet Syrphoctonus och familjen brokparasitsteklar. Inga underarter finns listade i Catalogue of Life.